# Parlamentswahl in Macau 2017

Pro-Demokratie-Lager
ANM (1)
NE (1)
IDCM (2) Unabhängig
Cívico (1) Pro-Peking-Lager
ernannt (7)
UIMM (1)
APSSE (1)
OMCY (2)
CCCAE (2)
União Excelente (2)
OMKC (4)
ABL (1)
NUDM (1)
UPP (1)
UPD (2)
UMG (2)
ACUM (2)

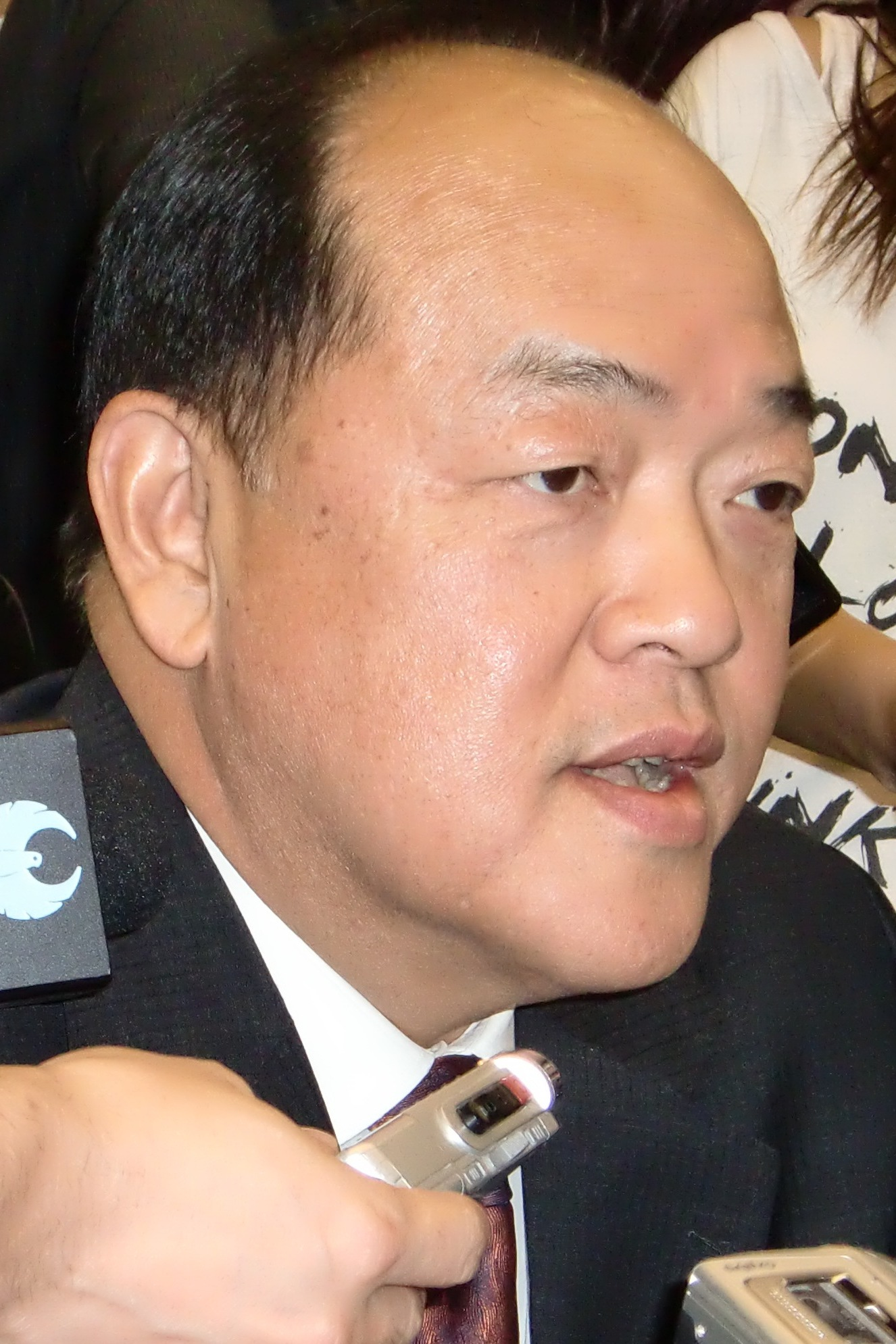
Wiedergewählter Parlamentspräsident Ho Iat Seng der stärksten politischen Organisation im Parlament, der OMKC

Die Parlamentswahl in Macau 2017 war die Wahl zur sechsten Gesetzgebenden Versammlung von Macau nach der Rechnung ab der Übergabe Macaus an die Volksrepublik China und die fünfte Wahl nach der Übergabe, da die Abgeordneten der ersten Legislaturperiode noch unter chinesischer Souveränität gewählt worden sind. Die Wahl fand am 17. September 2017 statt.

## Wahlsystem

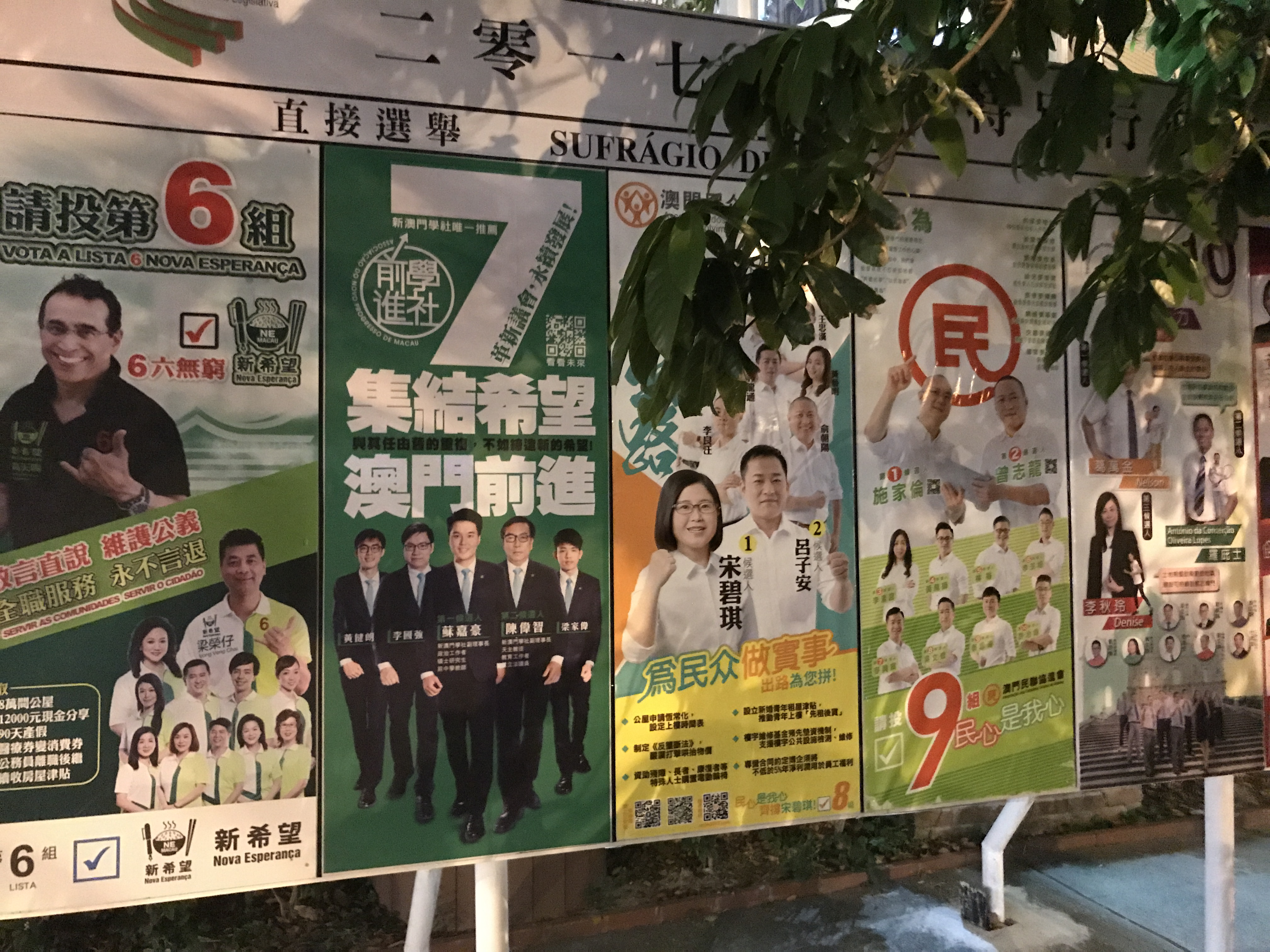
Wahlplakate 2017

Die Gesetzgebende Versammlung von Macau als Legislative wird alle vier Jahre neu gewählt. Dabei werden allerdings nur 14 Sitze tatsächlich in einer Direktwahl gewählt. Diese 14 Sitze werden in einem einheitlichen Wahlkreis, der die gesamte Sonderverwaltungszone umfasst, an die antretenden Wahllisten vergeben.
Das Wahlsystem basiert grundsätzlich auf der D'Hondt-Methode. Allerdings wurde das System in Macau etwas abgeändert, sodass letztendlich sehr starke Wahllisten weniger Sitze bekommen als bei der normalen D'Hondt-Methode und schwache Wahllisten etwas begünstigt werden. Die Folge ist oft, dass alle Wahllisten ungefähr dieselbe Anzahl an Sitzen haben. Kritiker meinen, dass dieses System radikale Veränderungen in der Politik von Macau verhindert. Eine genaue Erklärung des abgeänderten Wahlsystems findet sich auf den Webseiten der Macau Daily Times.
12 weitere Sitze werden in sogenannten funktionellen Wahlkreisen vergeben. Dabei hat jeder funktionelle Wahlkreis eine bestimmte Zahl an Abgeordneten, die in ihm gewählt werden. Diese Zahl reicht von einem Abgeordnetem bis hin zu vier Abgeordneten. Es gibt funktionelle Wahlkreise zum Beispiel für den Arbeitersektor oder den Unternehmersektor. Bei der Parlamentswahl 2017 waren 18.854 Wähler in funktionellen Wahlkreisen als Einzelpersonen wahlberechtigt, 857 Stimmen lagen bei Organisationen als kollektiven Wählern.
Die übrigen sieben Sitze werden durch den Regierungschef von Macau vergeben.
Eine Wahlliste braucht mindestens 500 Unterstützerunterschriften und muss 25.000 Macau-Pataca zahlen, um an der Wahl teilzunehmen.

## Wahllisten und Parteien
Hinter den meisten Wahllisten stecken bei den Parlamentswahlen in Macau zivilgesellschaftliche Organisationen, welche zum Beispiel Arbeitnehmervereinigungen oder Sozialdienst-Gruppen sind. Diese nehmen an den Wahlen mit einem nur begrenzt eigenständigen politischen Arm teil. Ein Beispiel ist die Energia Cívica de Macau, eine Organisation, welche sich für Bürgerbeteiligung einsetzt und Debatten zu politischen und sozialen Themen veranstaltet. Die Arbeit dieser Organisation geht weit über die einer Partei hinaus und somit ist die Energia Cívica de Macau mehr eine zivilgesellschaftliche Organisation als eine Partei. Trotzdem nimmt die Organisation indirekt über ihre Wahlliste Observatório Cívico an Wahlen teil, die auch personell direkt mit der Energia Cívica de Macau verbunden ist.
Bei fast allen Wahllisten wird dieses System angewandt und wirkliche Parteien gibt es fast nicht. Von einer Partei lässt sich sprechen, wenn sich die entsprechende Organisation tatsächlich nur mit der politischen Arbeit beschäftigt und es keine weiteren großen Standfüße wie soziale Arbeit gibt. Dann besteht die Partei sozusagen nur aus einem politischen Arm und dieser ist nicht nur ein Teil der Organisation. Solche Parteien gibt es in Macau nur selten im Pro-Demokratie-Lager. Bei der Parlamentswahl 2017 betraf dieser Status die Iniciativa de Desenvolvimento Comunitário de Macau, angetreten mit den beiden Wahllisten Associação de Novo Movimento Democrático und Associação de Próspero Macau Democrático, die Associação Novo Macau, angetreten mit der Wahlliste Associação do Novo Progresso de Macau, und die radikaldemokratische Associação Activismo para a Democracia, angetreten mit der Wahlliste Início Democrática. Wenn es sich bei einer Wahlliste lediglich um einen politischen Arm einer zivilgesellschaftlichen Organisation handelt, wird die Wahlliste mit einem neuen Namen bezeichnet. Aber auch die genannten rein politischen Organisationen verwenden bei ihren Wahllisten in der Regel andere Namen, obwohl in anderen Staaten die politischen Parteien eigentlich immer mit ihrem eigenen Namen eine Wahlliste aufstellen.
Aufgrund des Wahlrechts sehen manche Parteien auch einen Vorteil, wenn sie mit zwei de jure unabhängigen Wahllisten antreten, wobei die zweite einfach die Zweitliste der politischen Partei oder des politischen Arms einer zivilgesellschaftlichen Organisation ist. Die Erstliste trägt dann oft den etablierten Namen des politischen Arms, zum Beispiel Associação dos Cidadãos Unidos de Macau, während die Wahlliste Associação dos Cidadãos para o Desenvolvimento de Macau auch dazugehört.

## Ergebnis
| №                                                | Wahlliste            | Wahlliste                                                                             | Stimmen | Anteil in % | Änderung in % | Sitze | Änderung der Sitze |
| Pro-Peking-Lager                                 | Pro-Peking-Lager     | Pro-Peking-Lager                                                                      | 99.366  | 57,56       | ▼5,44         | 9     | ▼1                 |
| ------------------------------------------------ | -------------------- | ------------------------------------------------------------------------------------- | ------- | ----------- | ------------- | ----- | ------------------ |
| 20                                               |                      | União de Macau-Guangdong (UMG)                                                        | 17.214  | 9,97        | ▼1,12         | 2     | ▬                  |
| 16                                               |                      | União Para O Desenvolvimento (UPD)                                                    | 16.696  | 9,67        | ▲1,50         | 2     | ▲1                 |
| 9                                                |                      | Associação dos Cidadãos Unidos de Macau (ACUM) 1                                      | 14.879  | 8,62        | ▼9,40         | 1     | ▼2                 |
| 2                                                |                      | União Promotora para o Progresso (UPP)                                                | 12.340  | 7,15        | ▼3,65         | 1     | ▼1                 |
| 14                                               |                      | Nova União para Desenvolvimento de Macau (NUDM)                                       | 10.452  | 6,05        | ▼2.89         | 1     | ▬                  |
| 8                                                |                      | Associação dos Cidadãos para o Desenvolvimento de Macau (ACDM) 1                      | 10.103  | 5,85        | N/A           | 1     | ▲1                 |
| 11                                               |                      | Aliança do Bom Lar (ABL)                                                              | 9.496   | 5,50        | N/A           | 1     | ▲1                 |
| 18                                               |                      | Aliança Pr'a Mudança (Mudar)                                                          | 8.186   | 4,74        | ▼1,24         | 0     | ▼1                 |
| Unabhängige                                      | Unabhängige          | Unabhängige                                                                           | 25.077  | 14,53       | ▲4,65         | 1     | ▲1                 |
| 4                                                |                      | Observatório Cívico (Cívico)                                                          | 9.590   | 5,56        | ▲1,99         | 1     | ▲1                 |
| 15                                               |                      | Poder da Sinergia (PS)                                                                | 7.162   | 4,15        | N/A           | 0     | ▬                  |
| 25                                               |                      | Linha de Frente dos Trabalhadores de Casinos (LFTC)                                   | 3.126   | 1,81        | N/A           | 0     | ▬                  |
| 24                                               |                      | União dos Promitentes-Compradores do "Pearl Horizon" para Defesa dos Direitos (UPHDD) | 2.399   | 1,39        | N/A           | 0     | ▬                  |
| 12                                               |                      | Poder dos Cidadãos (PC)                                                               | 1.305   | 0,76        | N/A           | 0     | ▬                  |
| 21                                               |                      | A Aurora dos Trabalhadores de Nível Básico (Aurora)                                   | 823     | 0,48        | N/A           | 0     | ▬                  |
| 10                                               |                      | Poderes do Pensamento Politico (PPP)                                                  | 672     | 0,39        | N/A           | 0     | ▬                  |
| Pro-Demokratie-Lager                             | Pro-Demokratie-Lager | Pro-Demokratie-Lager                                                                  | 48.185  | 27,91       | ▲0,79         | 4     | ▬                  |
| 6                                                |                      | Nova Esperança (NE)                                                                   | 14.386  | 8,33        | ▼0,63         | 1     | ▼1                 |
| 13                                               |                      | Associação de Novo Movimento Democrático (ANMD) 2                                     | 11.381  | 6,59        | ▲0,56         | 1     | ▬                  |
| 3                                                |                      | Associação de Próspero Macau Democrático (APMD) 2                                     | 10.080  | 5,84        | ▼1,66         | 1     | ▬                  |
| 7                                                |                      | Associação do Novo Progresso de Macau (ANPM) 3                                        | 9.213   | 5,34        | N/A           | 1     | ▲1                 |
| 22                                               |                      | Ajuda Mútua Grassroots (Grassroots)                                                   | 1.350   | 0,78        | N/A           | 0     | ▬                  |
| 19                                               |                      | Associação dos Cidadãos Unidos para a Construção de Macau (ACUCM)                     | 904     | 0,52        | N/A           | 0     | ▬                  |
| 17                                               |                      | Ou Mun Kong I (OMKI)                                                                  | 393     | 0,23        | N/A           | 0     | ▬                  |
| 23                                               |                      | Início Democrática (ID) 4                                                             | 279     | 0,16        | ▼ 0,47        | 0     | ▬                  |
| 1                                                |                      | Nova Ideais De Macau (NIM)                                                            | 199     | 0,12        | N/A           | 0     | ▬                  |
| Zurückgezogen                                    |                      |                                                                                       |         |             |               |       |                    |
| 5                                                |                      | Cor de Rosa Amar a População (Rosa)                                                   | ▬       | ▬           | ▬             | ▬     | ▬                  |
| Insgesamt                                        | Insgesamt            | Insgesamt                                                                             | 174.872 | 100         |               | 14    | ▬                  |
| Gültige Stimmen                                  | Gültige Stimmen      | Gültige Stimmen                                                                       | 172.628 | 98,72       |               |       |                    |
| Ungültige Stimmen                                | Ungültige Stimmen    | Ungültige Stimmen                                                                     | 1.300   | 0,74        |               |       |                    |
| Leere Stimmzettel                                | Leere Stimmzettel    | Leere Stimmzettel                                                                     | 944     | 0,54        |               |       |                    |
| Wahlbeteiligung                                  | Wahlbeteiligung      | Wahlbeteiligung                                                                       | 174.872 | 57,22       |               |       |                    |
| Wahlberechtigte                                  | Wahlberechtigte      | Wahlberechtigte                                                                       | 305.615 |             |               |       |                    |
| Funktionelle Wahlkreise und ernannte Abgeordnete |                      |                                                                                       |         |             |               |       |                    |
| —                                                |                      | União dos Interesses Empresariais de Macau (OMKC)                                     | 781     |             |               | 4     | ▬                  |
| —                                                |                      | Comissão Conjunta da Candidatura das Associações de Empregados (CCCAE)                | 1.012   |             |               | 2     | ▬                  |
| 1                                                |                      | União dos Interesses de Medicina de Macau (UIMM)                                      | 205     | 37,55       | N/A           | 1     | ▲1                 |
| 2                                                |                      | União dos Interesses Profissionais de Macau (OMCY)                                    | 341     | 62,45       | ▼37,55        | 2     | ▼1                 |
| —                                                |                      | Associação de Promoção do Serviço Social e Educação (APSSE)                           | 1.559   |             |               | 1     | ▬                  |
| —                                                |                      | Associação União Cultural e Desportiva Excelente (União Excelente)                    | 1.499   |             |               | 2     | ▬                  |
| —                                                |                      | ernannt durch den Regierungschef Macaus                                               |         |             |               | 7     | ▬                  |